# 1ª Divisão 1980 (hockey su pista)
La 1ª Divisão 1980 è stata la 40ª edizione del torneo di primo livello del campionato portoghese di hockey su pista; disputato tra il 1º febbraio e il 27 luglio 1980 si è concluso con la vittoria del Benfica, al suo quattordicesimo titolo.

## Stagione

### Formula
La 1ª Divisão 1980 vide ai nastri di partenza venti club divisi in due gironi; ogni girone fu organizzato con un girone all'italiana, con gare di andata e ritorno. Erano assegnati tre punti per l'incontro vinto e due punti a testa per l'incontro pareggiato, mentre ne era attribuito uno solo per la sconfitta. Al termine della prima fase le prime quattro squadre di ogni gruppo si qualificarono alla fase finale; la vincitrice venne proclamata campione del Portogallo.

## Prima fase

### Regional do Norte
|  | Pos. | Squadra           | Pt | G  | V | N | P | GF | GS | DR |
|  | ---- | ----------------- | -- | -- | - | - | - | -- | -- | -- |
|  | 1.   | Porto             | 49 | 18 |   |   |   |    |    |    |
|  | 2.   | Oliveirense       | 44 | 18 |   |   |   |    |    |    |
|  | 3.   | Sanjoanense       | 42 | 18 |   |   |   |    |    |    |
|  | 4.   | Valongo           | 39 | 18 |   |   |   |    |    |    |
|  | 5.   | Relógios Invicta  | 37 | 18 |   |   |   |    |    |    |
|  | 6.   | Infante de Sagres | 32 | 18 |   |   |   |    |    |    |
|  | 7.   | Juventude Viana   | 31 | 18 |   |   |   |    |    |    |
|  | 8.   | Académica         | 31 | 18 |   |   |   |    |    |    |
|  | 9.   | Carvalhos         | 29 | 18 |   |   |   |    |    |    |
|  | 10.  | Riba De Ave       | 25 | 18 |   |   |   |    |    |    |

Legenda:
  Qualificata alla fase finale.
      Retrocesse in 2ª Divisão 1981.
Note:
Tre punti a vittoria, due a pareggio, uno a sconfitta.

### Regional do Sul
|  | Pos. | Squadra             | Pt | G  | V | N | P | GF | GS | DR |
|  | ---- | ------------------- | -- | -- | - | - | - | -- | -- | -- |
|  | 1.   | Benfica             | ?  | 18 |   |   |   |    |    |    |
|  | 2.   | Sporting CP         | ?  | 18 |   |   |   |    |    |    |
|  | 3.   | Sesimbra            | ?  | 18 |   |   |   |    |    |    |
|  | 4.   | Belenenses          | ?  | 18 |   |   |   |    |    |    |
|  | 5.   | Oeiras              | ?  | 18 |   |   |   |    |    |    |
|  | 6.   | Cascais             | ?  | 18 |   |   |   |    |    |    |
|  | 7.   | Parede              | ?  | 18 |   |   |   |    |    |    |
|  | 8.   | Alenquer Benfica    | ?  | 18 |   |   |   |    |    |    |
|  | 9.   | Juventude Salesiana | ?  | 18 |   |   |   |    |    |    |
|  | 10.  | Paço de Arcos       | ?  | 18 |   |   |   |    |    |    |

Legenda:
  Qualificata alla fase finale.
      Retrocesse in 2ª Divisão 1981.
Note:
Tre punti a vittoria, due a pareggio, uno a sconfitta.

## Fase finale
|  | Pos. | Squadra     | Pt | G  | V | N | P  | GF | GS | DR  |
|  | ---- | ----------- | -- | -- | - | - | -- | -- | -- | --- |
|  | 1.   | Benfica     | 33 | 14 | 8 | 3 | 3  | 46 | 36 | +10 |
|  | 2.   | Sporting CP | 31 | 14 | 7 | 3 | 4  | 63 | 43 | +20 |
|  | 3.   | Valongo     | 31 | 14 | 7 | 3 | 4  | 50 | 54 | -4  |
|  | 4.   | Porto       | 30 | 14 | 7 | 2 | 5  | 61 | 41 | +20 |
|  | 5.   | Sesimbra    | 28 | 14 | 6 | 2 | 6  | 54 | 56 | -2  |
|  | 6.   | Belenenses  | 26 | 14 | 6 | 0 | 8  | 61 | 72 | -9  |
|  | 7.   | Oliveirense | 25 | 14 | 4 | 3 | 7  | 48 | 49 | -1  |
|  | 8.   | Sanjoanense | 20 | 14 | 2 | 2 | 10 | 39 | 67 | -28 |

Legenda:
  Vincitore della Coppa del Portogallo 1979-1980.
      Campione del Portogallo e ammessa alla Coppa dei Campioni 1980-1981.
      Eventuali altre squadre ammesse alla Coppa dei Campioni 1980-1981.
      Ammessa in Coppa delle Coppe 1980-1981.
      Ammessa in Coppa CERS 1980-1981.
Note:
Tre punti a vittoria, due a pareggio, uno a sconfitta.